# Esslingen járás
Esslingen járás egy járás Baden-Württembergben. Esslingen járás Stuttgart, Rems-Murr, Göppingen, Reutlingen és Böblingen járásokkal határos. Lakosainak száma 533 859 fő (2019. október 31.).

## Népesség
A járás népessége az elmúlt években az alábbi módon változott:

| 2014 | 508 577 |
| 2019 | 533 859 |